# 脱磷酸裸盖菇素
脱磷酸裸盖菇素是一种致幻性蘑菇生物碱，与磷酸化的裸盖菇素共见于多数迷幻蘑菇中。其精神作用多变，一般作用时间在3-8小时。可由裸盖菇素在强酸或碱性条件下脱磷酸化水解得到。也由4-AcO-DMT合成制取。